# Hosťovce (Nitra)
Hosťovce (in ungherese Gesztőd) è un comune della Slovacchia facente parte del distretto di Zlaté Moravce, nella regione di Nitra.